# Сосіна Ольга Петрівна
Ольга Петрівна Сосіна (рос. Ольга Петровна Сосина; народилась 27 липня 1992 у м. Казані, Республіка Татарстан, Росія) — російська хокеїстка, нападаюча. Виступає за «СКІФ» (Нижній Новгород). 
В ХК «СКІФ» грає з 2007 року. 
У складі національної збірної Росії часниця зимових Олімпійських ігор 2010, учасниця чемпіонату світу 2011. У складі юніорської збірної Росії учасниця чемпіонату світу 2010. Учасниця міжнародного турніру «Challenge cup» у Празі.
Чемпіон Росії (2008, 2010). Володар Кубка Європейських чемпіонів (2009), срібний призер (2011). Бронзовий призер «Кубка чотирьох націй». 
Студентка Нижньогородського училища олімпійського резерву.